# Lijst van voetbalinterlands Canada - Panama
Deze lijst van voetbalinterlands is een overzicht van alle officiële voetbalwedstrijden tussen de nationale teams van Canada en Panama. De landen speelden tot op heden veertien keer tegen elkaar. De eerste ontmoeting, een kwalificatiewedstrijd voor het Wereldkampioenschap voetbal 1998, werd gespeeld in Edmonton op 30 augustus 1996. Het laatste duel, een vriendschappelijke wedstrijd, vond plaats op 15 oktober 2024 in Toronto.

## Wedstrijden
| №  | Plaats      | Datum             | Competitie                      | Wedstrijd       | Uitslag |
| -- | ----------- | ----------------- | ------------------------------- | --------------- | ------- |
| 1  | Edmonton    | 30 augustus 1996  | WK 1998 kwalificatie            | Canada – Panama | 3 – 1   |
| 2  | Panama-Stad | 27 oktober 1996   | WK 1998 kwalificatie            | Panama – Canada | 0 – 0   |
| 3  | Panama-Stad | 23 juli 2000      | WK 2002 kwalificatie            | Panama – Canada | 0 – 0   |
| 4  | Winnipeg    | 9 oktober 2000    | WK 2002 kwalificatie            | Canada – Panama | 1 – 0   |
| 5  | Sunrise     | 4 juni 2008       | Vriendschappelijk               | Panama – Canada | 2 – 2   |
| 6  | Kansas City | 14 juni 2011      | CONCACAF Gold Cup 2011          | Canada – Panama | 1 – 1   |
| 7  | Toronto     | 7 september 2012  | WK 2014 kwalificatie            | Canada – Panama | 1 – 0   |
| 8  | Panama-Stad | 11 september 2012 | WK 2014 kwalificatie            | Panama − Canada | 2 − 0   |
| 9  | Denver      | 14 juli 2013      | CONCACAF Gold Cup 2013          | Panama − Canada | 0 − 0   |
| 10 | Panama-Stad | 18 november 2014  | Vriendschappelijk               | Panama – Canada | 0 – 0   |
| 11 | Toronto     | 13 oktober 2021   | WK 2022 kwalificatie            | Canada − Panama | 4 − 1   |
| 12 | Panama-Stad | 30 maart 2022     | WK 2022 kwalificatie            | Panama − Canada | 1 − 0   |
| 13 | Paradise    | 15 juni 2023      | CONCACAF Nations League 2022/23 | Panama − Canada | 0 − 2   |
| 14 | Toronto     | 15 oktober 2024   | Vriendschappelijk               | Canada − Panama | 2 − 1   |

## Samenvatting
| Competitie              | Totaal gespeeld | Winst Canada | Gelijk | Winst Panama | Doelsaldo Canada – Panama |
| ----------------------- | --------------- | ------------ | ------ | ------------ | ------------------------- |
| WK-kwalificatie         | 8               | 4            | 2      | 2            | 9 − 5                     |
| CONCACAF Gold Cup       | 2               | 0            | 2      | 0            | 1 − 1                     |
| CONCACAF Nations League | 1               | 1            | 0      | 0            | 2 − 0                     |
| Vriendschappelijk       | 3               | 1            | 2      | 0            | 4 − 3                     |
| Totaal                  | 14              | 6            | 6      | 2            | 16 − 9                    |

Wedstrijden bepaald door strafschoppen worden, in lijn met de FIFA, als een gelijkspel gerekend.

## Details

### Eerste ontmoeting
| Canada                                                           | 3 – 1 | Panama                |
| Geoff Aunger 41' (pen.) Paul Peschisolido 42' Carlo Corrazin 87' | goals | 50' Jorge Dely Valdes |

### Tweede ontmoeting
| Panama | 0 – 0 | Canada |
|        | goals |        |

### Derde ontmoeting
| Panama | 0 – 0 | Canada |
|        | goals |        |

### Vierde ontmoeting
| Canada          | 1 – 0 | Panama |
| Jim Brennan 82' | goals |        |

### Vijfde ontmoeting
| Panama                                      | 2 – 2 | Canada                          |
| Luis Tejada 42' (pen.) José Luis Garces 48' | goals | 33' Jaime Peters 82' Ante Jazic |

### Zesde ontmoeting
| Canada                       | 1 – 1 | Panama          |
| Dwayne De Rosario 62' (pen.) | goals | 90' Luis Tejada |

### Zevende ontmoeting
| Canada                | 1 – 0 | Panama |
| Dwayne De Rosario 77' | goals |        |

### Achtste ontmoeting
| Panama                               | 2 – 0 | Canada |
| Rolando Blackburn 24' Blas Pérez 58' | goals |        |

### Negende ontmoeting
| Panama | 0 – 0 | Canada |
|        | goals |        |